# Први дан школе
Први дан школе представља почетак нове школске године, време када ученици поново крећу у школу. Другим речима, то је први дан када је школа отворена за ђаке након летњег распуста (професори и остало особље крећу са радом нешто раније, како би у школи све било спремно за нови почетак). Датум почетка школе разликује се широм света, понекад и на националном нивоу.
Најчешће је примењиван шаблон да она почиње са радом крајем августа или почетком септембра на северној, а крајем јануара или почетком фебруара на јужној полулопти. Међутим, не отварају се све школе крајем лета (нпр. 1. септембра). У Јужној Кореји (3. март), Чилеу (1. март), Јапану (1. април) почиње се с пролећем. Уколико предложени датум пада на викенд, први дан школе се одлаже за први радни дан односно понедељак.

## Опште одлике
Први дан школе обично је најважнији за ђаке који уписују први разред основне школе, односно се први пут сусрећу са школским системом као таквим, учитељем или учитељицом и новим друштвом. Слично важи и за оне који уписују први разред средње школе или прву годину високе школе (факултета и другог), а донекле и пети разред основне, што изискује прилагођавање на нове наставнике или професоре, школске предмете, услове и друштво.
Почетку школе претходе припреме, које се огледају у набављању књига, уџбеника, радних свезака и друге неопходне опреме за рад (свеске, пернице, оловке, геометријски прибор). Симбол поласка у школу представља и школска торба, у коју се стављају све претходно наведене ствари, али и ужина, пиће и друге свакодневне потрепштине. Сем куповине школског прибора, која је најповољнија током септембарских распродаја, није неуобичајена ни куповина нове гардеробе за прве дане школе. Све ове припреме могу да изазову стрес, па се због тога родитељима препоручује да исти код деце покушају да умање, било охрабривањем, било заједничким одласком у школу.
Процењује се да полазак детета у школу просечног родитеља у Србији кошта и више од пола плате, а најмање 20.000 динара, што је последица високих цена опреме. За ученике који полазе у преподневну смену препоручује се рани одлазак на спавање вече пред први дан школе, како би сутрадан били одморни. Што се тиче самог првог дана, обично се ујутру у школама приређује прикладни програм добродошлице. Посреди је приредба у организацији ученика старијих разреда у основним, а често и једноставан говор директора школе или разредних старешина одељења почетног разреда у школама вишег нивоа. Школски дан се наставља по редовном распореду, осим у случају штрајка упозорења запослених. Прва два-три дана ђаци се упознају са новим предавачима.
Код ученика старијих разреда није необична промена наставника односно професора у односу на оне од претходне године. Поједине школе, у зависности од могућности и календара активности школе, али и жеља ђака, организују секције и клубове у које се ученици учлањују на почетку школске године. На овај начин се планира календар ваннаставних активности. Јавни превоз, као што је онај у Београду, организује посебне школске линије.

## Датуми
Следе конкретни датуми почетка школске године. Као што је већ речено, најчешће је примењиван шаблон: крајем августа или почетком септембра на северној, а крајем јануара или почетком фебруара на јужној полулопти.
| - Албанија (прва седмица септембра) - Аргентина (фебруар или март) - Аустралија (јануар или фебруар) - Аустрија (прва седмица септембра) - Барбадос (друга седмица септембра) - Белгија (прва седмица септембра) - Босна и Херцеговина (прва седмица септембра) - Бразил (прва седмица фебруара) - Бугарска (трећа седмица септембра) - Велс (прва седмица септембра) - Гватемала (друга седмица јануара) - Грчка (прва седмица септембра) - Данска (средина августа) - Енглеска (прва седмица септембра) - Естонија (прва седмица септембра) - Етиопија (прва седмица септембра) - Израел (прва седмица септембра) - Индија (мај или јун) - Иран (четврта седмица септембра) - Ирска (прва седмица септембра) - Италија (средина септембра) - Јапан (прва седмица априла) - Јужна Африка (средина јануара) - Јужна Кореја (прва седмица марта) - Канада (август или септембар) - Кина (прва седмица септембра) - Летонија (прва седмица септембра) - Литванија (прва седмица септембра) | - Македонија (прва седмица септембра) - Малезија (прва седмица јануара) - Мексико (август или септембар) - Немачка (август или септембар) - Нигерија (прва седмица септембра) - Нови Зеланд (јануар или фебруар) - Оман (прва седмица септембра) - Пољска (прва седмица септембра) - Румунија (трећа седмица септембра) - Русија (прва седмица септембра) - САД (август или септембар) - Саудијска Арабија (прва седмица септембра) - Словенија (прва седмица септембра) - Сомалија (прва седмица септембра) - Србија (прва седмица септембра) - Тајван (прва седмица септембра) - Тајланд (прва половина маја) - Танзанија (прва седмица марта) - Уругвај (прва половина марта) - Филипини (прва половина јуна) - Финска (средина августа) - Хонгконг (прва седмица септембра) - Хондурас (прва седмица августа) - Хрватска (прва седмица септембра) - Црна Гора (прва седмица септембра) - Чиле (прва седмица марта) - Швајцарска (средина августа) - Шкотска (крај августа) |